# Сражение при Джермантауне
Сражение при Джермантауне (англ. Battle of Germantown) — сражение Филадельфийской кампании войны за независимость США, которое произошло 4 октября 1777 года. Армия Вашингтона атаковала британский лагерь в Джермантауне, но, несмотря на первоначальный успех, была вынуждена отступить.
Разбив Континентальную армию в сражении при Брендивайне 11 сентября и при Паоли 20 сентября, британская армия генерала Хау 26 сентября вступила в Филадельфию. Хау оставил в Филадельфии отряд в 3000 человек под командованием Корнуоллиса, а остальную армию разместил в лагере в Джермантауне. Часть армии он отправил на захват фортов на реке Делавер. Узнав о разделении армии противника, Вашингтон решил атаковать лагерь англичан четырьмя отдельными колоннами. Генерал Салливан должен был атаковать левый фланг противника, а генерал Грин — правый, в то время как ополчение должно было выйти в тыл противнику. Предполагалось застать англичан врасплох и разгромить примерно так же, как в сражении при Трентоне. Британская армия в лагере находилась под командованием Хау (правый фланг) и Книпхаузена (левый фланг).